# Michele Scarfoglio
Michele Scarfoglio (Napoli, 1888 – ...) è stato un calciatore italiano, di ruolo attaccante.

## Biografia
Quarto e ultimo figlio di Edoardo Scarfoglio e Matilde Serao, fu un'abile ala destra.
Militò nel Naples dal 1906 al 1911, seppur la sua carriera conta l'unica presenza ufficiale nel campionato meridionale di Seconda Categoria del 1909-1910 (competizione organizzata dalla FIGC, allora corrispondente al secondo livello calcistico nazionale), nella gara contro il Bari, in cui mise a segno il secondo gol dei blucelesti (incontro vinto dai partenopei, poi vincitori del girone, 6-2). Conta inoltre una presenza nelle competizioni giocate dai campani nella stagione 1910-1911.
Nel 1912 passò ai neonati concittadini dell'Internazionale Napoli, fuoriusciti l'anno prima proprio dal Naples, dove giocò per due stagioni in Prima Categoria collezionando 6 presenze e 2 reti, entrambe segnate contro la sua ex squadra nel 2-1 del 2 febbraio 1914.